# Estructura
|  | Per a altres significats, vegeu «Estructura (escultura)». |

L'estructura és el conjunt d'elements que caracteritzen un determinat àmbit de la realitat o sistema. Els elements estructurals són permanents i bàsics, no són subjectes a consideracions circumstancials ni conjunturals, sinó que són l'essència i la raó de ser del mateix sistema. Els elements que configuren una estructura són definits per uns trets bàsics o característics, i es diferencien o s'individualitzen els uns respecte als altres pel que anomenem trets distintius. Hi haurà trets distintius que ens permetran aïllar col·lectius, grups entre els col·lectius i individus entre els grups. Aquest concepte és aplicable a totes les ciències, i entre elles a les socials, on permeten fer anàlisi dels grups que les integren i de la dinàmica que poden generar.